# Реть (зупинний пункт)
Реть — пасажирський залізничний зупинний пункт Конотопської дирекції Південно-Західної залізниці розташований на двоколійній електрифікованій лінії Зернове — Конотоп.
Розташований біля села Артюхове Кролевецького району Сумської області між станціями Брюловецький (6 км) та Кролевець (6 км).
На зупинному пункті зупиняються приміські поїзди.